# Дусти (район Рудаки)
Дусти (тадж. Дӯстӣ; до 2008 года — 18-й Партсъезд) — село в районе Рудаки Республики Таджикистан. Входит в состав джамоата (сельской общины) Сарикишти района Рудаки.
Находится недалеко от г. Душанбе, на расстоянии 17 км от райцентра (пгт. Сомониён) и ок. 1 км от центра общины (село Махмадшои-Боло).
Население — 1553 чел. (2017).